# Збезчещена (фільм)
«Збезчещена» (англ. Dishonored) — шпигунський художній фільм Джозефа фон Штернберга, поставлений в 1931 році. Головні ролі виконали Марлен Дітріх та Віктор МакЛаглен.

## Сюжет
Перша світова війна. Дія відбувається в Австрії, у місті Відень. Мері Колверер (Марлен Дітріх) — шпигунка, агент австрійської контррозвідки. Її кодове ім'я Агент Х-27. Мері вірно і віддано служить своїй справі. Одне із завдань Мері, що визначило її подальшу долю, — знешкодження російського розвідника полковника Кранау (Віктор МакЛеглен). Це завдання вона гідно виконує, але пізніше робить фатальну помилку.

## У ролях
- Марлен Дітріх — Мері Колверер
- Віктор МакЛаглен — полковник Кранау
- Лью Коуді — полковник Коврін
- Густав фон Сейффертіц — начальник австрійської секретної служби
- Уорнер Оуленд — полковник фон Хіндау
- Беррі Нортон — молодий лейтенант